# Важно
Важно (пол. Warzno, нім. Warschnau) — село в Польщі, у гміні Шемуд Вейгеровського повіту Поморського воєводства.
Населення — 675 осіб (2011).
У 1975-1998 роках село належало до Гданського воєводства.

## Демографія
Демографічна структура станом на 31 березня 2011 року:
|          | Загалом | Допрацездатний вік | Працездатний вік | Постпрацездатний вік |
| -------- | ------- | ------------------ | ---------------- | -------------------- |
| Чоловіки | 338     | 90                 | 216              | 32                   |
| Жінки    | 337     | 95                 | 194              | 48                   |
| Разом    | 675     | 185                | 410              | 80                   |